# Aron da Silva
Aron Muniz Teixeira da Silva (* 12. Dezember 1983 in Rio de Janeiro), auch  Aron da Silva genannt, ist ein ehemaliger brasilianischer Fußballspieler.

## Karriere
Aron da Silva stand von 2008 bis 2009 bei America FC (RJ) in Rio de Janeiro unter Vertrag. 2010 wechselte er nach Asien. Hier schloss er sich in Thailand Chula United an. Mit dem Verein aus der Hauptstadt Bangkok spielte er in der zweiten thailändischen Liga, der Thai Premier League Division 1. Ein Jahr später ging er nach Si Racha, wo der sich dem Erstligisten Sriracha FC anschloss. Nach der Hinserie unterschrieb er Mitte 2011 einen Vertrag beim Zweitligisten Wuachon United FC. Mit dem Verein wurde er Meister der zweiten Liga und stieg somit in die erste Liga auf. Mitte 2013 verließ er den Verein und schloss dem Erstligisten Army United aus Bangkok an. Nach Vertragsende wurde er Anfang 2014 vom Ligakonkurrenten Osotspa FC unter Vertrag genommen. Nach Saisonende ging er nach Indonesien, wo er einen Vertrag bei Persib Bandung in Bandung unterschrieb. Nach nur drei Monaten kehrte er nach Thailand zurück. Hier nahm ihn der Zweitligist PTT Rayong FC aus Rayong unter Vertrag. Für PTT bestritt er die Hinserie, die Rückserie bestritt er für den ebenfalls in der zweiten Liga spielenden Nakhon Pathom United FC aus Nakhon Pathom. 2016 ging er zu Super Power Samut Prakan FC. Mit dem Club spielte er in der ersten Liga, der Thai Premier League. Die Rückserie spielte er beim Erstligisten Navy FC in Sattahip. 2017 zog es ihn wieder nach Indonesien. Hier wurde er von PS Barito Putera verpflichtet. Der Verein aus Banjarmasin auf der Insel Borneo spielte in der ersten Liga, der Liga 1. Nach fünf Monaten endete sein Gastspiel in Indonesien und er ging wieder nach Thailand. Der Zweitligist Krabi FC nahm ihn bis zum Ende der Saison unter Vertrag. Von 2018 bis 2019 stand er beim Amateurverein Deffo FC in Bangkok unter Vertrag. Ende 2019 beendete er seine Karriere als aktiver Fußballspieler.

## Erfolge
Wuachon United FC
- Thailändischer Zweitligameister: 2011  ▲